# Baie Dove
La baie Dove (en danois Dove Bugt), est une baie du King Frederick VIII Land dans le nord-est du Groenland. Elle fait partie du parc national du Nord-Est du Groenland. 

## Histoire
Il s'agirait d'après les Sagas des Islandais de la légendaire Breidifjòrdr. 
Elle tient son nom du physicien et météorologiste Heinrich Wilhelm Dove de l'Expédition allemande au pôle Nord de Carl Koldewey. 

## Géographie
Dove Bay est une grande baie située entre le cap Bismarck du Germania Land (en) au nord, un groupe complexe d'îles côtières à l'ouest, l'île Store Koldewey à l'est et l'Adolf S. Jensen Land au sud-ouest. Il existe de nombreuses îles dans la périphérie de la baie, comme Store Koldewey, Edward Island (en), Godfred Hansen Island (en), Lindhard Island (en), l'île Nanok, Tvillingerne et Djævleøen (en). Il y a aussi des fjords, tels que le Mørkefjord (en) et le Hellefjord (en), ayant leur débouchée dans la baie. Au sud, la baie s'ouvre sur la mer du Groenland par le détroit de Storebaelt (Store Bælt).
La baie est généralement exempte de glace en août et septembre. Ses eaux sont profondes
La station météorologique de Danmarkshavn est située au nord de la baie sur la rive sud de la péninsule de Germania. 

## Galerie
|  |  |